# Chitai, Ismail
Chitai (în ucraineană Червоний Яр, transliterat: Cervonîi Iar) este un sat în comuna Chilia Nouă din raionul Ismail, regiunea Odesa, Ucraina.

## ISTORIC
Întemeierea satului cu denumirea Chitai a avut loc cu aproximație în anul 1807 care derivă de la denumirea lacului pe malurile căruia este situat. Hidronimul «Chitai» pare să fie cu siguranță de origine tătară, prin urmare, pot fi expuse câteva teorii a toponimului lacului care de băștinași este numit «ghiol» (în traducere din limba tătară semnificând pășune mlăștinoasă sau mlaștină cu stufăriș).
Într-o primă accepțiune lacul Chitai a fost numit în cinstea unui conducător de garnizoană tătară, al cărui origine se trage din neamul Cathay (se pronunță «kâtai» sau «hitai»), originar din tribul «Кытай уруусу» denumirea unui numeros trib al kirghizilor. În acest context, un regiment tătar a fost dislocat în așa numitul ”aul kirghiz din neamul kâtai” pe malul lacului care mai târziu a fost numit lacul Chitai.
Dicționarul termenilor geografici populari afirmă că în secolul al X-lea, o serie de așezări/localități stabilite pe râul Nistru (actuala Transnistria) au purtat nume care conțin elementul ”katai”. În acest caz, rădăcina de ”kata” poate fi tradusă ca „afunzime”, „groapă”, „colibă”; un cuvânt cunoscut în forma slavă «хата».
Bănuim, că în preajma lacului hidraulic erau două garnizoane ”aul chirgiz” și ”aul chitai”, râul izvorăște din localitatea aulului Chirghiz și se revarsă în apropierea aul Chitai, iar cartografii germani au preluat denumirea de Chirghiș-Chitai în hărțile perfectate. Drept rezultat, rîul Chirghiș-Chitai (Киргиж-Китай) curge în direcția sudică în dreptul satului Cotul-Chitaiului, se unește cu afluentul său râul Chirghiș (în traducere kirghiz, perceput ca etnie) și se revarsă în lacul Chitai, în dreptul localității Traianu-Vechi populat de tătari (găgăuzi) și bulgari.
Într-o altă accepțiune, dicționarul toponimelor turcești prezintă o ipoteză care combină baza cuvântului „kat” sau ”kot” (rând, nivel) cu cuvântul/dialect al slavilor estici „kita” sau ”kit” (împletit sau împletitură). Aceasta se atribuie la o fortificație defensivă construită pe perimetrul de apărare din două împletituri din nuiele sau stuf (papură), ridicate la o înălțime mică, amplasate paralel între ele care se umpleau cu pământ, pietre, lut sau moloz.
Autorul A.N. Ahaev încearcă să explice esența cuvântului turcesc „kita” care poate fi tradus - coș înalt umplut cu pământ care fiind amplasat în fața ostașilor forma un zid fortificat.
Deci, denumirea de «chitai» ar putea fi tradus - coș împletit din nuiele, stuf sau papură, la rândul său umplut cu pământ și pietre, folosit pentru a construi o mică fortăreață a tătarilor nogai, loc important din punct de vedere militar sau punct întărit cu fortificații și dotat cu o garnizoană permanentă, pregătit pentru apărare de lungă durată în caz de asediu, sau fortăreață întărită pentru supraveghere, de obicei erau amplasate tunuri pe malurile înalte.
Exemplu poate servi denumirea de «Șichirlichitai» în prezent cunoscut cu denumirea de Suvorove, «Șichirli» tradus ca teren, nisip de coastă, pietriș, însă «chitai» coș împletit din nuiele, stuf sau papură care poate forma un zid/perete pentru apărare.

Nota bene!
În arta militară, astfel de fortificații sunt compuse din lemn și pământ. Însă, în zona de stepă, unde sunt puțini copaci, au fost înlocuiți cu tije, din care au fost făcute coșuri și împletite între ele împiedicau prăbușirea solului. Militarii până în secolul XX-lea utilizau pe scară largă așa-numitele „fascine” - mănunchiuri de stâlpi, tije, stuf (trestii) cu diametrul de 0,6-1,2 m și lungimea de 5-10 m. De obicei, erau umplute cu pământ, argilă, nisip sau piatră zdrobită și folosite pentru întărirea terasamentelor în timpul construcției fortificației.

În contextul denumirii mai noi a localității de ”Cervonîi Iar” provine din limba slavonă veche (vadul roșu sau malurile roșii), care se traduce «Cervonîi» - roșu sau cărămiziu, însă «Iar» - mal abrupt, ridicat. Exemplu poate servi denumirea de «Sarîiar» în traducere mal abrupt/râpă galbenă.
Denumirile turcești vechi din sec.XIV-lea sau păstrat până în prezent, bunăoară ca: AS (frumos); Ac (alb); Curt (lup); Bunar (puț); Dere (pîrîu); Chioi (sat); Cara (negru); Orman (pădure); Sarî (galben); Iar (abrupt/mal) etc.

Conaționalul Eugen Statnic a adresat o scrisoare în adresa  Redacției „Cuvântul” - raionul Rezina din Republica Moldova, în publicația din 2016 denumită „Pentru mine mai importantă a fost Țara, și nu regimul”, autorul a punctat foarte reușit asupra neamului amestecat, citat: ”În neamul meu s-au amestecat români moldoveni dintre Prut și Nistru, ruși (veniți în Basarabia după 1812 pentru a se simți aici stăpâni), o prințesă poloneză, un profesor german, dar și români dintre mocanii / ciobanii din părțile Sibiului, care, după anul 1300, au devenit locuitori băștinași, mai ales în câmpia Chiliei, dar și în tot Bugeacul, ba chiar până la Bug, Nipru, în Crimeea și Caucaz. Și nu numai ca transhumanți, adică păstori care se mutau sezonier cu turmele lor spre locuri cu pășune mai mănoase, ci și ca locuitori așezați în sate vechi și sălașe / așezări vremelnice. Ei trăiau / trăiesc de peste 25 de generații la Dunărea de Jos, de la Giurgiulești pe Prut până la Palanca pe Nistru… la Vulcănești, Colibași, Cartal, Babele, Frecăței, Împuțita, Barta, Cișmeaua Văruita, Potcoava, Băneasa, Fântâna Zânelor, Valea Perjei, Dumitrești, Eschipolos, Mahala (Noul Caragaci), Sărăria, Sărata, Satul Nou, Frumușica, Minciuna sau Furata, Plăcinta, Roșia. Dar acolo existau și câteva sate cu nume turcești: Erdec-Burnu, Ceamașir, Hagi Curda, Cioburciu, Buduri, Cioara-Mârza, Kizil, Anadol, Kitai sau Batâr, ca și unele rebotezate, după 1812, cu nume rusești: Borisovca, Furmanca, Pocrovca, Novo Selivca sau Cosa”.
Demografie
Componența lingvistică a comunei Chitai
     Română (86,58%)
     Ucraineană (7,95%)
     Rusă (4,72%)
     Alte limbi (0,5%)
Conform recensământului din 2001, majoritatea populației comunei Chitai era vorbitoare de română (86,58%), existând în minoritate și vorbitori de ucraineană (7,95%) și rusă (4,72%).